# The Messenger (filme de 1918)
The Messenger (em português:  O mensageiro) é um curta-metragem mudo norte-americano de 1918, do gênero comédia, com participação de Oliver Hardy.

## Elenco

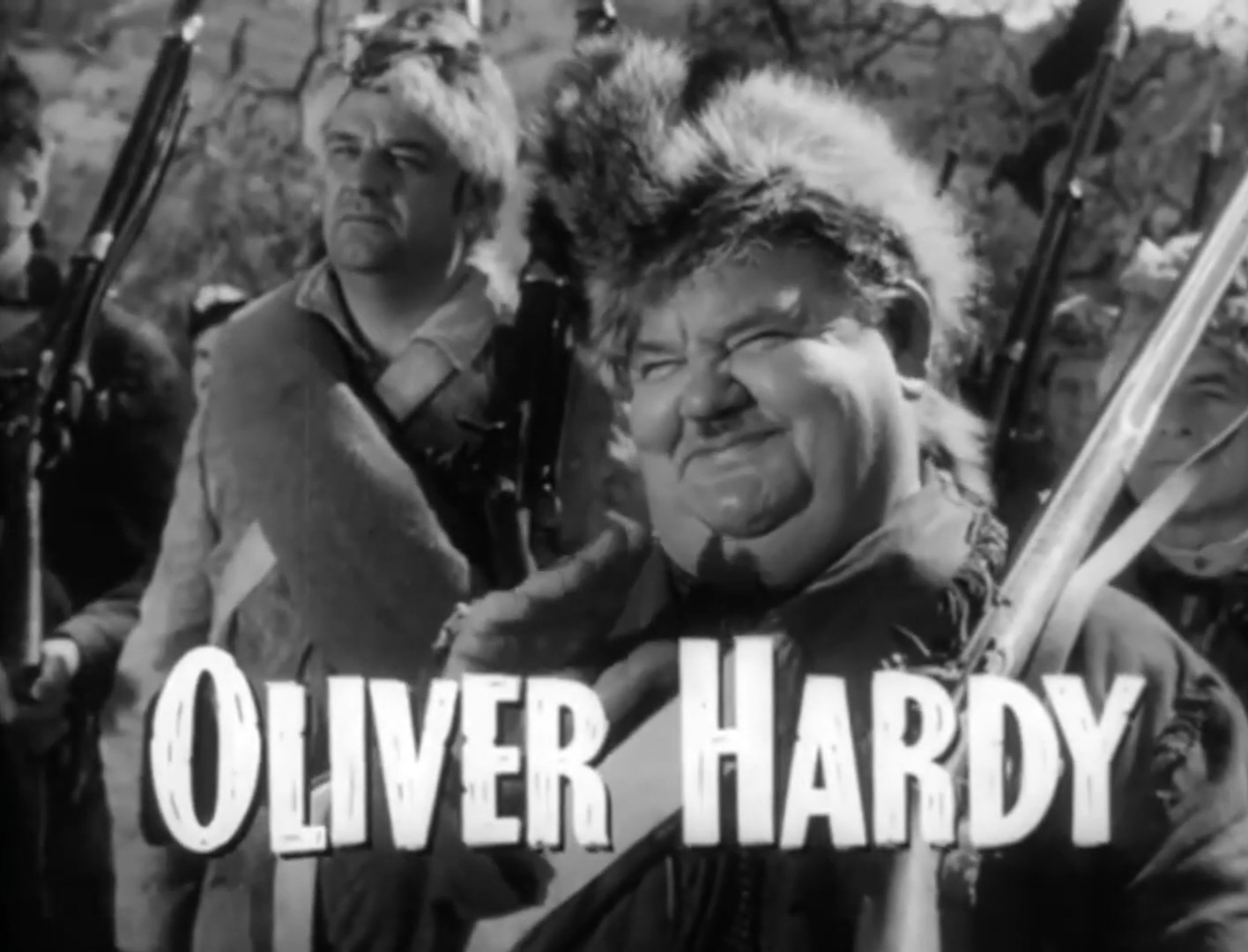
Oliver Hardy

- Billy West - Billy, o garoto mensageiro
- Oliver Hardy - (como Babe Hardy)
- Ethel Marie Burton
- Leatrice Joy
- Leo White
- Joe Bordeaux